# Orchidantha gigantea
Orchidantha gigantea là một loài thực vật có hoa trong họ Lowiaceae. Loài này được Jana Leong-Škorničková và Anthony Lamb mô tả khoa học đầu tiên năm 2021.

## Từ nguyên
Tính từ định danh giống cái gigantea (giống đực: giganteus) là tiếng Latinh, nghĩa đen là khổng lồ; để chỉ kích thước khổng lồ của loài này, do nó có thể cao tới 3,5 m. O. gigantea, với các thân lá cao tới 3,5 m, là thành viên to lớn nhất và mập mạp nhất trong toàn bộ họ này. Loài này rất giống với O. holttumii mà nó được so sánh trong phần về các đặc trưng chẩn đoán. Hoa của O. gigantea cũng giống với hoa của O. megalantha, nhưng loài thứ hai này chỉ cao tới 1,0 m với lá có cuống lá rõ rệt.

## Mẫu định danh
Mẫu định danh: Lamb & Leong-Škorničková AL 2260 thu thập ngày 10 tháng 3 năm 2012 ở cao độ khoảng 310 m, tọa độ 5°47′3″B 116°4′27,5″Đ / 5,78417°B 116,06667°Đ, rừng thường xanh trên sườn dốc núi, Khu Bảo tồn rừng Kawang, huyện Papar, bang Sabah, Malaysia. Holotype lưu giữ tại Trung tâm Nghiên cứu Rừng Sabah (SAN); isotype lưu giữ tại Ban quản lý Vườn quốc gia Singapore (SING).

## Đặc trưng chẩn đoán
Tương tự như O. holttumii ở hình dạng hoa giống như móng vuốt, nhưng khác ở chỗ là cây to lớn mập mạp hơn, cao tới 3,5 m, phiến lá thuôn dần về phía gốc và có kích thước tới 350 × 20,5 cm, và tất cả các bộ phận của hoa đều lớn hơn; so với chỉ cao tới 1,5 m, lá trưởng thành có cuống lá rõ ràng, phiến lá có kích thước 30–80 × 7–10 cm và về tổng thể thì hoa nhỏ hơn ở O. holttumii.

## Phân bố
Loài bản địa Malaysia (bang Sabah). Cho đến nay nó chỉ được biết đến từ địa điểm thu mẫu vật điển hình trong Khu Bảo tồn rừng Kawang ở bang Sabah, nơi nó có nhiều ở địa phương này. Môi trường sống của nó là rừng đồi trên sườn dốc núi. Ra hoa vào tháng 2 - 3.